# Вокзал Мюнстера
Мюнстерский вокзал (нем. Münster (Westfalen) Hauptbahnhof) — главный железнодорожный вокзал в городе Мюнстере (федеральная земли Северный Рейн-Вестфалия). Мюнстерский вокзал является главным железнодорожным узлом в северо-западной Вестфалии. По немецкой системе классификации вокзал Мюнстера относится к категории 2. Ежедневно мюнстерский вокзал отправляет до 65 000 пассажиров

## История

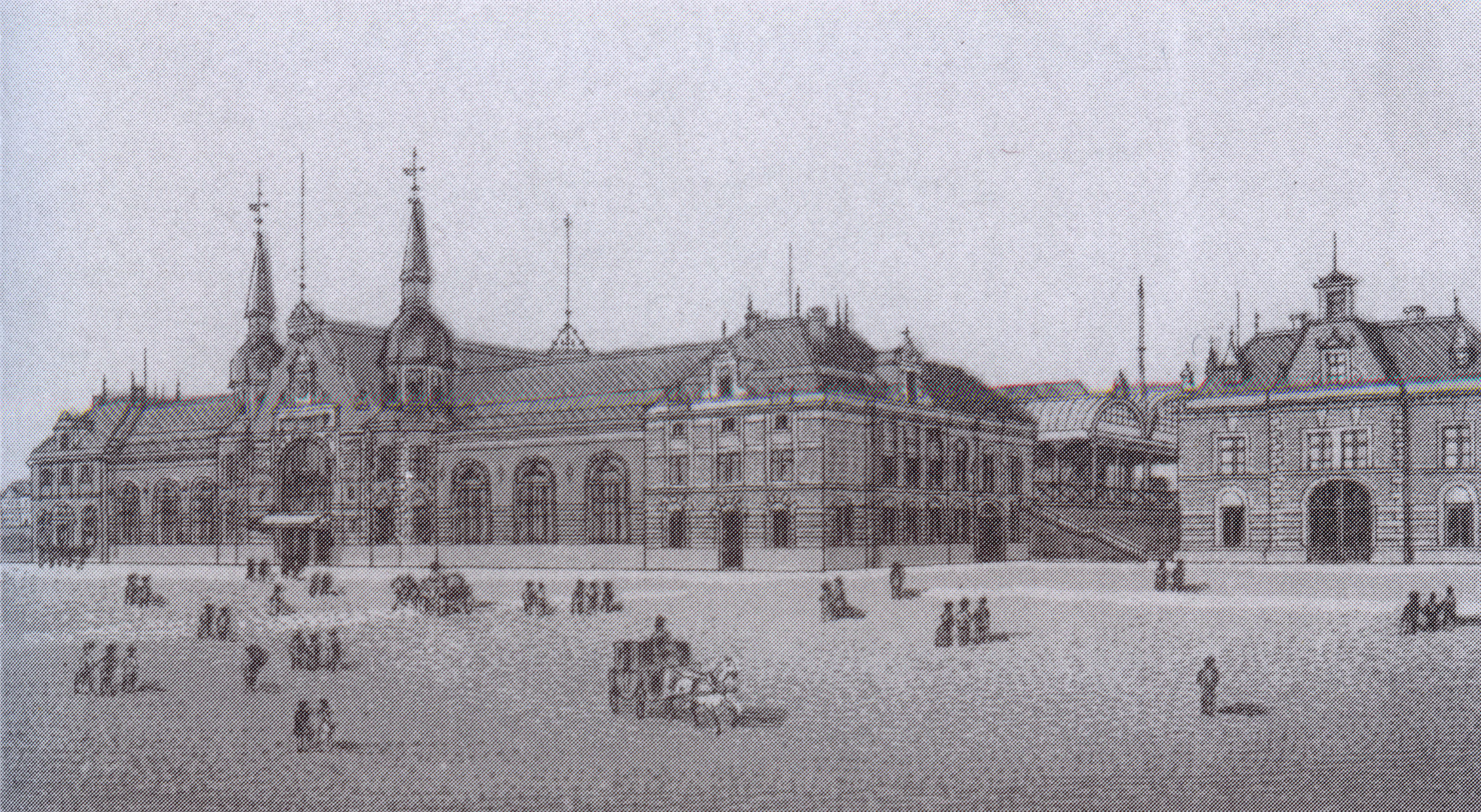
Мюнстерский вокзал в 1890 году

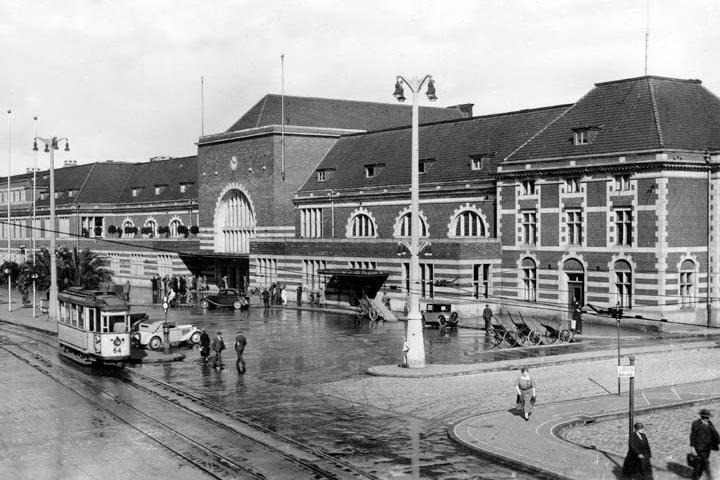
Мюнстерский вокзал в 1930 году

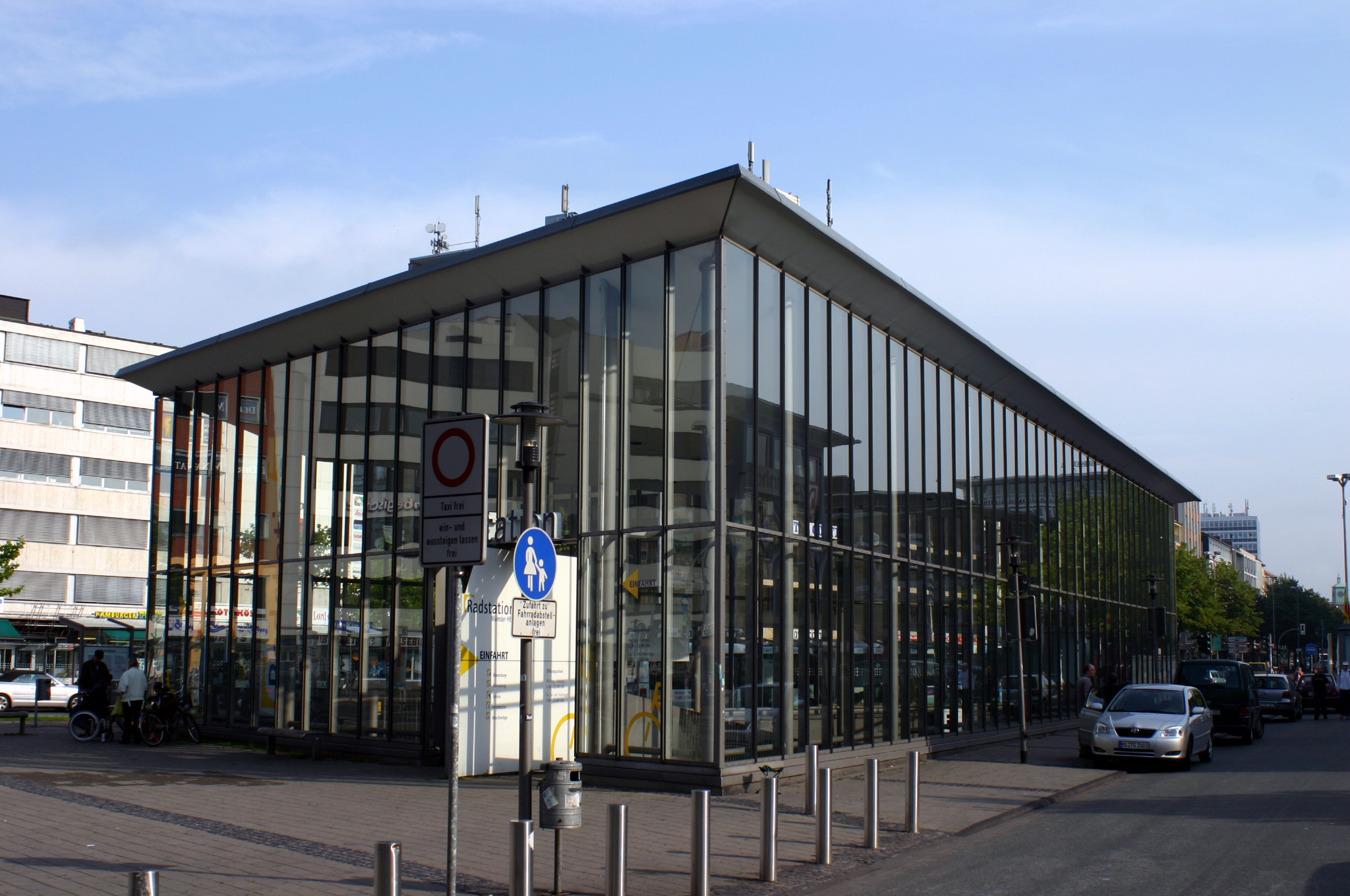
Станция проката и хранения велосипедов при вокзале

Первый вокзал в Мюнстере был открыт 25 мая 1848 года, как конечная станция железнодорожной ветки Хамм-Мюнстер. В Хаме эта ветка пристыковывалась к участку Кёльн-Минден. Располагался этот вокзал между современными улицами Albersloherweg и Wolbeckerstraße. В то время пассажирооборот вокзала составлял всего 100 человек в сутки.

В 1855 году из Падерборна в Мюнстер была переведена главная контора Вестфальской железнодорожной компании. В 1856 году был сдан в эксплуатацию железнодорожный участок Мюнстер-Райне, что послужило соединению Вестфальских и Ганноверских железных дорог. В 1870 году было открыто сообщение на участке Мюнстер-Оснабрюк, что позволило Мюнстеру получить прямую связь с Бременом и Гамбургом.

После национализации частных железнодорожных компаний и объединения их в единую сеть железных дорог Пруссии было принято решение о строительстве нового вокзала, на что в 1885 году были выделены средства, а открытие состоялось 1 октября 1890 года. Железнодорожная сеть Мюнстера продолжала развиваться как до, так и после первой мировой войны, так в 1903 году было открыто движение до Беккума, в 1908 — до Косфельда, в 1928 — до Люнена, а в 1930 году была построена объездная дорога вокруг города. Кроме того, к проходившему в 1930 году католическому съезду был проведен капитальный ремонт вокзала и добавлена одна платформа.

В ходе второй мировой войны британскими ВВС было выполнено 102 воздушных налета на мюнстерский вокзал и прилегающую местность. В результате бомбардировок было разрушено 75-80 % рельсовых путей, а здание вокзала было разрушено полностью.

2 апреля 1945 года в Мюнстер вступили войска союзников, которые сразу же приступили к восстановлению рельсовых путей в направлении Оснабрюка. Так как от крытого перрона остался лишь стальной каркас, а платформы, лестницы и туннели были разрушены, то немедленно были начаты работы по их восстановлению, для получения возможности возобновить пассажирские перевозки. В 1949 году была построена грузовая платформа.

К строительству нового здания вокзала приступили только в 1950 году, зал ожидания был открыт в 1958 году, а полностью вокзал был открыт спустя два года. Автором проекта нового вокзала выступил уроженец Мюнстера главный архитектор Немецкой федеральной железной дороги Теодор Дирксмайер. Электрификация железной дороги в Мюнстере была осуществлена в 1968 году.

Учитывая значимость для Мюнстера велосипеда, как транспорта, в 1999 году при вокзале была построена станция проката и хранения велосипедов.

23 марта 2011 года было принято решение о сносе сущестыующего вокзального здания и строительстве нового. Ожидается, что работы начнутся в 2013 году. Новое, стеклянное здание вокзала, окончание которого запланировано на 2015 (самое позднее 2016) год, оценивается в 32 млн. евро.

## Движение поездов по станции Мюнстер

### ICиICE
| Линия  | Маршрут |
| ------ | --- |
| ICE 31 | Киль — Гамбург — Бремен — Оснабрюк — Мюнстер — Дортмунд — Кёльн — Бонн — Кобленц — Майнц — Франкфурт-на-Майне — Вюрцбург — Нюрнберг — Мангейм — Карлсруэ — Оффенбург — Фрайбург — Базель |
| ICE 42 | Гамбург — Мюнстер — Дортмунд — Бохум — Эссен — Дуйсбург — Дюссельдорф — Кёльн — Франкфурт-на-Майне — Мангейм — Штутгарт — Мюнхен                                                         |
| IC 26  | Вестерланд — Бинц — Гамбург — Мюнстер — Дуйсбург — Кёльн |
| IC 30  | Вестерланд — Гамбург — Мюнстер — Дортмунд — Бохум — Эссен — Дуйсбург — Дюссельдорф — Кёльн — Кобленц — Мангейм — Штутгарт — Фрайбург                                                     |
| IC 31  | Киль — Гамбург — Бремен — Оснабрюк — Мюнстер — Дортмунд — Вокзал Вупперталь — Золинген — Кёльн — Бонн — Кобленц — Майнц — Франкфурт-на-Майне — Вюрцбург — Нюрнберг — Пассау              |
| IC 32  | Мюнстер — Гельзенкирхен — Мюльхайм-на-Руре — Дуйсбург — Дюссельдорф — Кёльн — Кобленц — Мангейм — Штутгарт — Мюнхен — Зальцбург — Инсбрук                                                |
| IC 35  | Норддайх — Райне — Мюнстер — Реклингхаузен — Ванне-Айкель — Гельзенкирхен — Дуйсбург — Дюссельдорф — Кёльн — Кобленц — Трир — Люксембург                                                 |
| IC 77  | Мюнстер — Оснабрюк — Ганновер — Вольфсбург — Берлин (Восточный вокзал) |

### REиRB
| Линия | Название                  | Маршрут |
| ----- | ------------------------- | --- |
| RE 2  | Rhein-Haard-Express       | Мюнстер — Реклингхаузен — Ванне-Айкель — Гельзенкирхен — Эссен — Мюльхайм-на-Руре — Дуйсбург — Аэропорт (Дюссельдорф) — Дюссельдорф |
| RE 7  | Rhein-Münsterland-Express | Райне — Мюнстер — Хамм — Хаген — Вупперталь — Золинген — Кёльн–Мессе/Дойц — Кёльн — Нойс — Крефельд                                 |
| RE 15 | Emsland-Express           | Эмден — Лер — Линген (Эмс) — Райне — Мюнстер                                                                                        |
| RB 42 | Haard-Bahn                | Мюнстер — Дюльмен — Реклингхаузен — Гельзенкирхен — Эссен                                                                           |
| RB 50 | Der Lüner                 | Мюнстер — Верне — Люнен — Дортмунд                                                                                                  |
| RB 63 | Baumberge-Bahn            | Косфельд — Мюнстер |
| RB 64 | Euregio-Bahn              | Энсхеде — Гронау — Мюнстер |
| RB 65 | Ems-Bahn                  | Райне — Мюнстер |
| RB 66 | Teuto-Bahn                | Мюнстер — Ленгерих — Оснабрюк |
| RB 67 | Der Warendorfer           | Мюнстер — Варендорф — Гютерсло — Билефельд                                                                                          |
| RB 68 | Emsauen-Bahn              | Райне — Мюнстер |
| RB 69 | Ems-Börde-Bahn            | Мюнстер — Хамм — Гютерсло — Билефельд                                                                                               |
| RB 89 | Ems-Börde-Bahn            | Мюнстер — Хамм — Липпштадт — Падерборн — Варбург — Кассель                                                                          |